# 苗宝泰
苗宝泰（1916年—1984年），男，河南舞阳人，中华人民共和国马克思主义理论教育家、政治人物，曾任辽宁省政协副主席。